# 가평군의회
가평군의회는 경기도 가평군 지역을 관할하는 기초의회이다.